# Cadarache

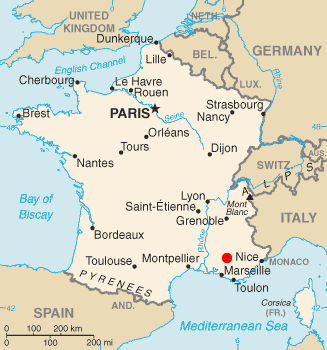
Cadarache i södra Frankrike.

Cadarache är ett kärnforskningscentrum som ligger i kommunen Saint-Paul-lès-Durance i södra Frankrike, 60 km norr om Marseille. Anläggningen ägs av franska Commissariat à l’énergie atomique et aux énergies alternatives (CEA) och har flera forsknings- och experimentreaktorer. I Cadarache byggs även  fusionsreaktorn Iter. 
1. ↑  http://cadarache.cea.fr/cad